# Xestoptera
Xestoptera is een geslacht van rechtvleugeligen uit de familie sabelsprinkhanen (Tettigoniidae). De wetenschappelijke naam van dit geslacht is voor het eerst geldig gepubliceerd in 1895 door Redtenbacher.

## Soorten
Het geslacht Xestoptera omvat de volgende soorten:
- Xestoptera cincta Brunner von Wattenwyl, 1895
- Xestoptera cornea Brunner von Wattenwyl, 1895